# Gastronomia de Saxònia-Anhalt

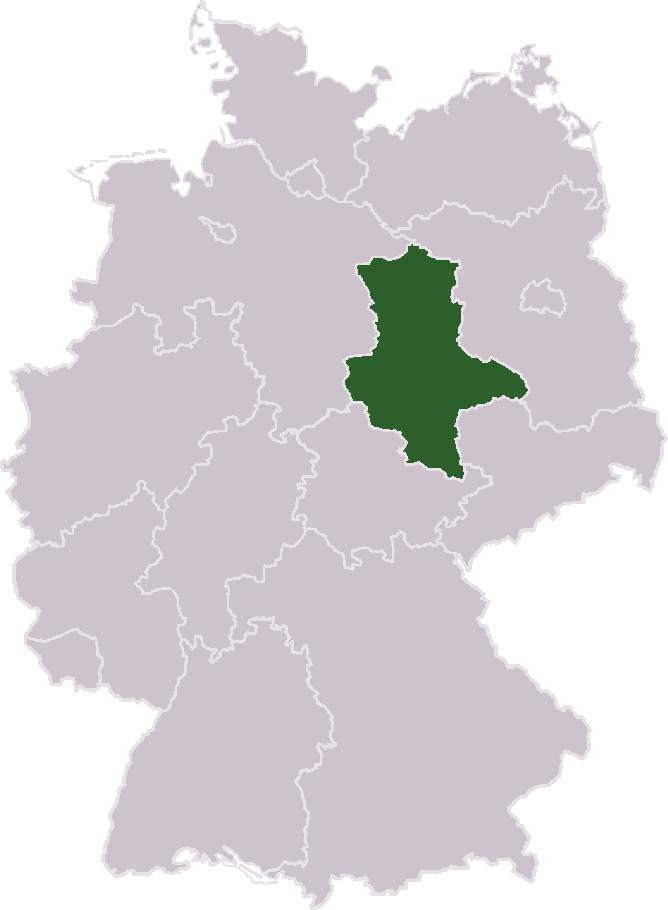
Saxònia-Anhalt a Alemanya.

La Gastronomia de Saxònia-Anhalt  correspon al conjunt de plats, arts culinàries i costums propis de l'estat federat de Saxònia-Anhalt. La principal característica d'aquest estat d'Alemanya és la qualitat del sòl, que permet a l'agricultura incloure a la cuina de la comarca diferents ingredients vegetals, i cal destacar el Magdeburger Börde (plana de Madgeburg). Hi ha una gran varietat de verdures i llegums, és molt habitual la remolatxa sucrera. Les comarques del nord de Saxònia-Anhalt, com Altmark, Fläming, Anhalt i Magdeburger Börde, agrupen un conjunt d'especialitats culinàries molt similars a les de la Baixa Saxònia i Brandenburg. Al Harz s'hi elabora una cuina molt autòctona degut a les característiques geogràfiques i agrícoles de la zona. Alguns plats característics són el Harzer Käse així com diferents especialitats de caça. Al sud de l'estat, la cuina s'assembla a la que es desenvolupa en l'estat veí de Turíngia.

## Plats coneguts i begudes

### Begudes
- Garley elaborada a la ciutat de Gardelegen - la marca més antiga de cervesa del món.[3]
- Hasseröder elaborada a la ciutat de Wernigerode
- Schierker Feuerstein és un aiguardent originari de la ciutat de Schierke al Harz, ara es produeix a la Baixa Saxònia.
- Vi de Saale-Unstrut que elabora vins blancs, així com un cava que denominen a la zona: Rotkäppchensekt (caputxeta vermella), no tota la producció es fa a la zona.

### Pastissos i postres[2]

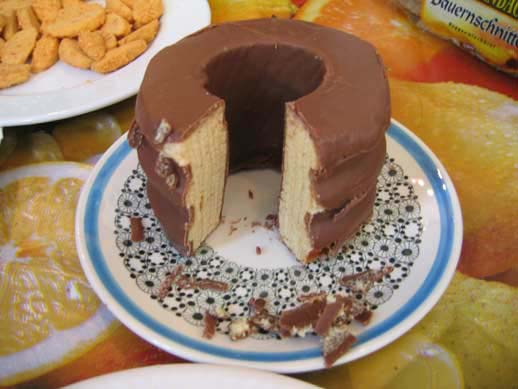
Baumkuchen.

- Halloren-Kugeln - procedent de la ciutat de Halle (Saale) on s'ubica la famosa fàbrica de xocolata.
- Baumkuchen - pastís en forma de tub, es cuina en un tub rotatori al foc i al final es cobreix amb una capa de xocolata o sucre, és una especialitat de Salzwedel a l'Altmark i avui dia s'elabora el Harzer Baumkuchen que procedeix de Wernigerode.
- Zuckerkuchen - és una massa de pastís que es cuina al forn amb sucre i mantega, com d'altres, la majoria de les vegades es comercialitza sencer ("Platte") en lloc de vendre'l per trossos.
- Bienenstich - és una massa de pastís (trad. com  picada d'abella ) que s'elabora amb mel, llet i ametlla, com d'altres, la majoria de les vegades es comercialitza sencer ("Platte") en lloc de vendre'l per trossos.
- Streuselkuchen - és una espècie de pastís elaborat amb molles de la mateixa pasta, com d'altres, la majoria de les vegades es comercialitza sencer ("Platte") en lloc de vendre'l per trossos.
- "Burger Knäcke" - pa cruixent de marca de la ciutat de Magdeburg.

### Plats[2]
- Leckermäulchen  - popular quark (formatge) procedent de la ciutat de Weißenfels
- Harzer Käse  - formatge del Harz, molt conegut a la cuina alemanya per la seva forta aroma. Hi ha a la zona un altre formatge similar, el Milbenkäse.
- Klump  - plat elaborat amb pasta que se sol posar damunt d'un guisat com si es tractés d'una tapa, si la pasta es fa de llevat s'anomena Hefeklump, i si es fa de patata: Kartoffelklump.
- Verdura diversa  - similar a una minestrone, se sol emprar com a acompanyament.
- Salzkartoffeln  i  Pellkartoffeln  - tipus de patates rostides al forn i servides amb mantega i Leberwurst o amb ceba finament picada, sal, pebre i oli.
- Ostfälischer Kartoffelsalat  - amanida amb vinagre, cebes, julivert i altres condiments que se serveix juntament amb un ou fregit.
- Süßsaure Linsensuppe  - sopa agredolça de llenties (amb Blutwurst)
- Bratkartoffeln mit fettem Speck  - patates rostides amb el mateix greix del bacó ( Speck ), se solen servir amb un ou fregit.
- Köthener Schusterpfanne  - carn de porc rostida amb patates i peres.
- Bauernfrühstück  - esmorzar del pagès amb patates rostides i una truita.
- Eier in Senfsauce  - un ou bullit amb salsa de mostassa clara, se serveix amb patates
- Süßsaure Eier  - ous escalfats en una salsa espessa a força de farina torrada en llard, aigua, vinagre, sal pebre i sucre, que se serveix amb patates cuites.
- Brunkohl  o "Braunkohl" - molt similar al Grünkohlessen celebrat a l'hivern a les zones de la Baixa Saxònia, l'ingredient estrella és el Grünkohl.
- Spargel  - espàrrecs servits amb patates, una especialitat d'Altmark.
- Altmärker Hochzeitssuppe  - sopa per a noces típica d'Altmark, sol portar els productes de la zona: pollastre, verdures i espàrrecs.
- Frikassee  - guisat de pollastre o vedella servit amb patates cuites
- Botel mit Lehm und Stroh  - plat elaborat amb eisbein (braó rostit), puré de pèsols i xucrut, una especialitat de Magdeburg.
- Hühnerfrikassee mit Reisrand  - carn de pollastre guisada amb nata i servida amb un cercle d'arròs.
- Lose Wurst  - es denomina popularment com " Tote Oma " (amb ceba picada i Grützwurst rostit), se serveix amb xucrut i Salzkartoffeln o amb puré de patates.
- Jehacktesstippe  - espècie de ragout de carn de porc servit amb puré de patates i cogombres
- Klopse  - varietat regional entre les molt populars Klößi de la cuina alemanya.
- Speckkuchen  - literalment pastís de bacó.
- Kohlrouladen  - carn picada embolicada en fulles de col, se serveix amb patates.
- Hackepeter  - carn picada servida amb ou, mostassa, ceba, sal, pebre i pa amb una barreja de sègol i blat ( Graubrot ).
- Pottsuse  -
- Surfleisch  - anomenat també  Sauerfleisch , un guisat àcid amb carn.
- Halberstädter Würstchen  - procedents de la Halberstadt: es tracta de la primera salsitxa del món, que es va vendre en llauna de conserva.[4]
- Caça  - procedent de Harz
- Peix  - de l'Arendsee a l'Altmark.
- Heringsbrötchen  - una mena de brötchen amb chucrut i filets d'arengada.
- Schmalzbrötchen  - pa blanc amb llard untada i sal.
- Puddingsuppe  - sopa de Pudding.
- Zwiebelkuchen  - típic pastís de cebes que es pren amb la verema al setembre.
- Grießbrei  - servit amb compota de pomes i diverses fruites.
- Milchreis  - arròs amb llet servit amb sucre i canyella o compota de poma.
- Eierkuchen  - pastís amb massa d'ou servit amb compota de poma ( Apfelmus ) i sucre.
- Kartoffelpuffer  - patates ratllades fregides servides amb compota de poma ( Apfelmus ) i sucre.